# Silent Service
Silent Service, presentato anche come Silent Service: The Submarine Simulation, è un simulatore di sottomarino del 1985.  Creato da Sid Meier e pubblicato dalla MicroProse su varie piattaforme 8-bit, a partire dal 1986 uscì anche sui sistemi a 16-bit come il Commodore Amiga. Il seguito del gioco, Silent Service II, fu prodotto nel 1990.
Per il suo notevole realismo, nella Germania Ovest il gioco (qui intitolato Das U-Boot) ebbe anche problemi legali, poiché in base alla normativa locale poteva essere ritenuto incitante all'aggressività.

## Trama
Il gioco è ambientato nell'Oceano Pacifico durante la seconda guerra mondiale. Il giocatore è posto al comando di un sottomarino statunitense impegnato in pattugliamenti contro la flotta navale giapponese.
Silent Service era il soprannome del gruppo di sottomarini militari statunitensi stanziati nelle basi dell'Oceano Pacifico durante la Seconda Guerra Mondiale.

## Modalità di gioco
Il gioco inizia con la scelta di un'area di Oceano Pacifico da pattugliare. Il giocatore è libero di effettuare ricognizioni nell'intero oceano con lo scopo di ingaggiare e possibilmente affondare le flotte mercantili giapponesi che, partendo dalla madre patria, rifornivano le truppe di terra dell'esercito imperiale. 
Il controllo avviene attraverso varie schermate differenti: visuali in prima persona dal periscopio o dalla torretta (in emersione), visuale dell'interno, mappe, quadri strumentazione.
Nel gioco sono implementate avverse condizioni meteo con relativa diminuzione della visibilità, e il ciclo giorno/notte con la possibilità di ingaggiare il nemico durante la notte. Tutte le armi e le tattiche in uso nelle reali battaglie sottomarine sono fedelmente riprodotte nel gioco, inclusa la possibilità di adagiare il sottomarino sul fondo del mare per evitare le bombe di profondità delle navi militari giapponesi di scorta ai convogli mercantili.
Il giocatore ha la possibilità di accelerare il corso del tempo per ridurre al minimo i tempi morti dovuti ai lunghi spostamenti del sottomarino via mare.
Sid Meier dedicò molta attenzione ai dettagli: le mappe sono realistiche e le profondità dei fondali sono fedelmente riprodotte, i siluri possono essere difettosi e non esplodere o esplodere parzialmente, i siluri lasciano la caratteristica scia nell'acqua, i cacciatorpediniere giapponesi possono rilevare la presenza del sottomarino usando sonar o semplicemente osservando il movimento dell'acqua se il sottomarino è troppo vicino alla superficie.

## Versione NES
La versione NES di Silent Service sviluppata dalla Rare fu pubblicata nel 1989 dalla Konami in Europa e dalla Ultra Games in Nord America. Il realismo della simulazione fu inficiato dalla scelta di permettere al sottomarino di lanciare non più di quattro siluri alla volta.